# کالکتین ۴۶ کیلو دالتونی
کالکتین ۴۶ کیلو دالتونی (انگلیسی: Collectin of 46 kDa) نوعی کالکتین است که دو ریشهٔ سیستئینی در انتهای آمینی خود دارد که یک حلقهٔ آب‌دوست در نزدیکیِ ناحیهٔ اتصالیِ دومین شناسایی‌کنندهٔ کربوهیدرات و همچنین یک ناحیه N-گلیکولیزاسیون در ناحیهٔ کلاژنی است.
این پروتئین در کبد و غدهٔ تیموس بیان می‌شود و به عوامل بیماری‌زا متصل می‌گردد و زمینه را برای حذف و نابودی آنها توسط درشت‌خوارها فراهم می آورد.